# Ibrahim Al-Omar
 (février 2020).
Pour les articles homonymes, voir Omar.
Ibrahim Al-Omar (né en 1978 à Kafr Hamra et mort le 11 juillet 2016 à Idleb en Syrie) est un journaliste et cadreur syrien tué par un bombardement de l'aviation russe pendant la guerre civile syrienne,.

## Biographie
Ibrahim Al-Omar est né vers 1978 dans la banlieue d'Alep, en Syrie,.

## Carrière
Durant le conflit syrien, il travaille comme journaliste indépendant et collabore avec la chaîne d'information en direct Al Jazeera Mubasher, du groupe Al Jazeera Media Network, basé au Qatar.

## Décès
Ibrahim Al-Omar décède alors qu'il couvre une frappe aérienne russe dans la ville de Tarmmanin au nord d'Idlib, dans le nord-ouest de la Syrie. La zone étant ciblée par des missiles tirés par les forces aériennes russes, Al-Omar couvre les conséquences de la frappe aérienne russe lorsqu'une autre frappe touché son emplacement et le tue,,. Ce raid aérien russe tue également deux autres personnes au sud d'Idlib à Ihsem, et cinq autres dans la province,.

## Impact
De nombreux journalistes-citoyens syriens rapportent ce qui se passe sur le terrain pendant la guerre, la situation étant devenue trop dangereuse pour les journalistes envoyés de l'étranger. Ibrahim Al-Omar est l'un des rares à être employé par une chaîne d'information. Un autre journaliste syrien travaillant pour Al Jazeera, Zakaria Ibrahim, a été tué un an avant lui à Homs, ,,. Il est au moins le sixième journaliste d'Al Jazeera tué depuis le début de la guerre civile syrienne.

## Réactions
Reporters sans frontières réagit à sa mort par la déclaration suivante : « RSF déplore la perpétuation de conditions inacceptables de travail pour les journalistes en Syrie, allant jusqu’à la mort des acteurs de l’information. Les journalistes sont ciblés, harcelés, tués alors qu’ils ne font que couvrir les évènements. RSF condamne fermement les bombardements indifférenciés, qui font quotidiennement de nombreuses victimes civiles, parmi lesquelles figurent régulièrement des journalistes ».
Irina Bokova, directrice générale de l'UNESCO, déplore son décès et déclare à cette occasion : « Le statut civil des journalistes en situation de conflit doit être respecté et leur vie protégée, conformément aux Conventions de Genève ».